# Superstition (canção)
"Superstition" é uma canção escrita e gravada por Stevie Wonder. Foi lançada em 1972 como single de seu álbum Talking Book e alcançou o número um na Billboard Hot 100. Esteve presente na lista das 500 melhores canções de todos os tempos da revista Rolling Stone.